# باشگاه ورزشی رتنام
باشگاه ورزشی رتنام یک باشگاه فوتبال حرفه‌ای سری‌لانکایی مستقر در کلمبو است که در سوپر لیگ سری‌لانکا، رقابت می‌کند. این باشگاه در سال ۱۹۵۰ تأسیس شد.
این تیم شامل بازیکن ملی‌پوش کاسون جایاسوریا، عضو تیم سری‌لانکا است که در اولین دوره مسابقات چلنج کاپ آسیا در بنگلادش در سال ۲۰۰۶ نایب قهرمان شد و اخیراً با ۲۱ گل زده، بهترین گلزن لیگ برتر سری لانکا شده بود. از دیگر بازیکنان تیم راتنام می‌توان به چاتورا مادورانگا، راومی محی‌الدین، نادیکا پوشپا کومارا، فصول رحمان، دامیکا سنارات و ال. تاروشا اشاره کرد.
در دومین دوره مسابقات در مالزی، رتنام تیم نپالی مانانگ مارسیانگدی را با نتیجه ۲–۰ شکست داد، سپس با نتیجه ۰–۳ از دوردوی-دینامو نارین (قرقیزستان) و ۱–۲ از وخش قرغان‌تپه (تاجیکستان) شکست خورد.
رتنام با پیروزی مقابل سندرز در فینال لیگ برتر در نوامبر ۲۰۰۷، عنوان قهرمانی لیگ برتر خود را که در سال ۲۰۰۶ به دست آورده بود، حفظ کرد.